# Serbaniwka
Serbaniwka (ukr. Сербанівка) – wieś na Ukrainie, w obwodzie winnickim, w rejonie chmielnickim, w hromadzie Chmielnik. W 2001 liczyła 384 mieszkańców.